# لازورد
اللَازَوَرْد أو العَوْهَق هو فِـلِـزّ سماوي الزرقة يستخدم للزينة ويعتبر من الأحجار الكريمة، تعتبر أجود أنواع اللازورد ما كانت زرقته صافية وضاربة إلى الحمرة أو الخضرة. يقدر تاريخ بداية استخراج حجر اللازرد إلى 6500 عام حيث كان يستخرج من بدخشان في أفغانستان. كما وجدت للحجر آثار في مواقع تعود لحقبة مصر ما قبل الأسر، كما يمكن إيجاد الحجر في القوقاز وموريتانيا.

## التسمية
كلمة لَازَوَرْد هي كلمة ذات أصول فارسية تمت إضافتها للغة العربية. ثم انتقلت الكلمة من العربية للاتينية (lazulum) ومنها إلى بقية اللغات الأوروبية.
كما كان يسمى عند العرب القدماء بالعَوْهَق.

## مكوناته
يتكون اللازَوَرْد بشكل رئيسي (25% إلى 40%) من اللازوريت وهو معدن مؤلف من الصوديوم والألومنيوم والسليكون والأكسجين والكبريت. تحتوي معظم أحجار اللازورد على معادن مثل الكالسيت والبيرايت والصوداليت، وتساعد كمية صغيرة من البيريت الأصفر في تعرُّف أصالة حجر اللازورد، كما يُقلِّل وجود الكالسيت الأبيض عموماً من قيمة اللازورد
يرمز لحجر اللازورد بالصيغة (Na,Ca)8(AlSiO4)6(S,SO4,Cl)1-2.

## استخداماته
استعمل اللازَوَرْد في المجوهرات منذ العصور القديمة ويحتوي قبر الملك الفرعوني توت عنخ أمون الذي حكم مصر خلال القرن الرابع عشر ق.م على عديد من الأشياء المصنوعة من الذهب واللازورد. وقد اعتقد القدماء بأنّ للازورد خصائص طبية، فكانوا يسحقون الحجر ويمزجونه بالحليب، وكان المزيج يستعمل طلاء للبثور والتقرّحات. وقد سُحِقَ اللاّزورد ذات يوم لإنتاج الصباغ اللازوردي وهو صبغ أزرق اسْتُعْمِلَ للرّسم.
كما تم البدء مؤخراً باستخدام اللازورد في صناعة المسبحة التي تتكون من الأحجار الكريمة.

## بدائل
يمكن إنتاج اللازورد صناعياً وذلك عبر عملية جيلسون باستخدام فوسفات الزنك المائي.

## اللازَوَرْد في الأدب
تغنى العديد من الشعراء والأدباء باللازورد على مر العصور، ومنهم الشاعر محمود درويش، والشاعر الفرنسي شارل بودلير.

## معرِض صور

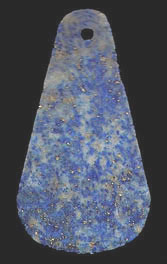
يعود تاريخ هذه القطعة من اللازورد لعام 2900 قبل الميلاد في حضارة بلاد الرافدين.
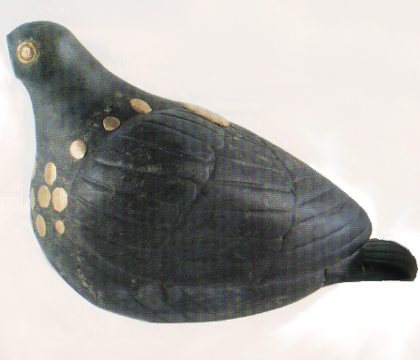
حمامة مصنوعة من اللازورد يعود تاريخها إلى عام 1200 قبل الميلاد وتنتمي إلى حضارة عيلام في مدينة سوسة، إيران
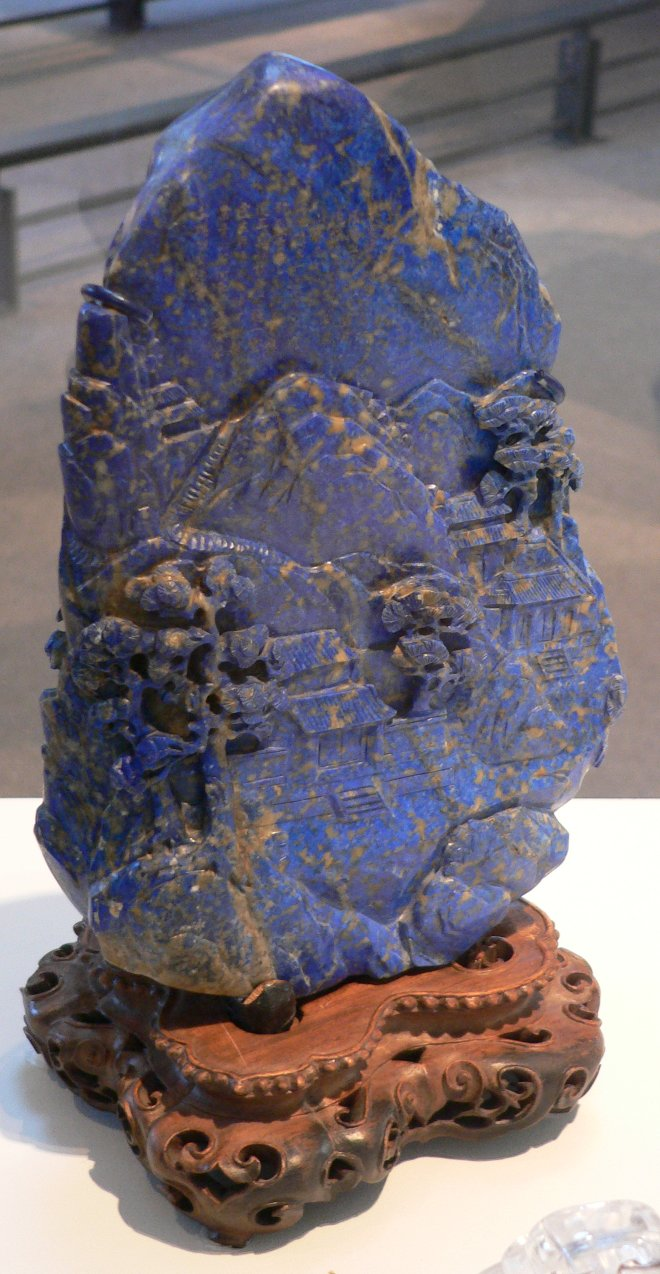
منحوتة لجبل من اللازورد تعود إلى عصر سلالة تشينغ في الصين (1644–1912).
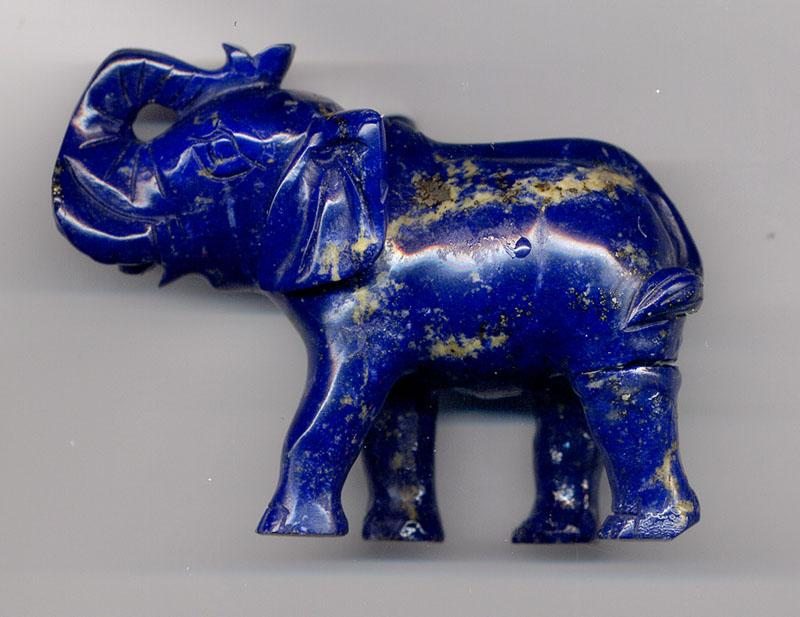
فيل منحوت من اللازورد
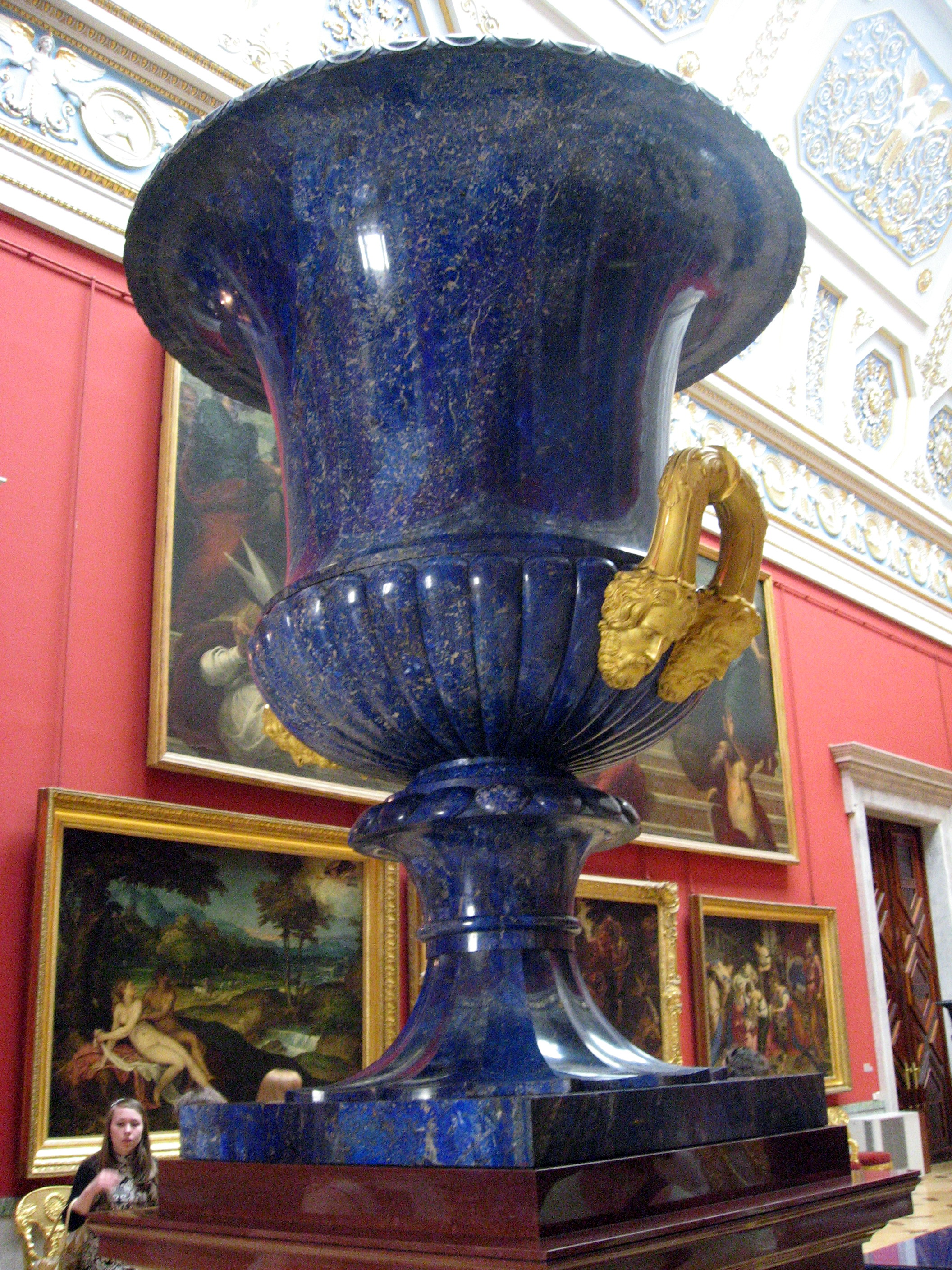
مزهرية أثرية كبيرة مصنوعة من اللازورد
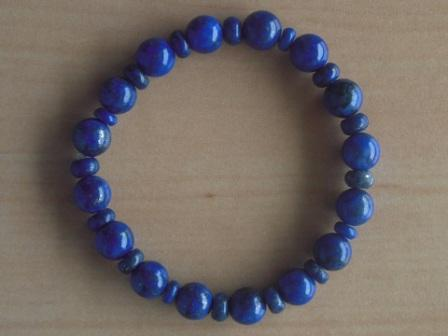
سوار مصنوع من اللازورد
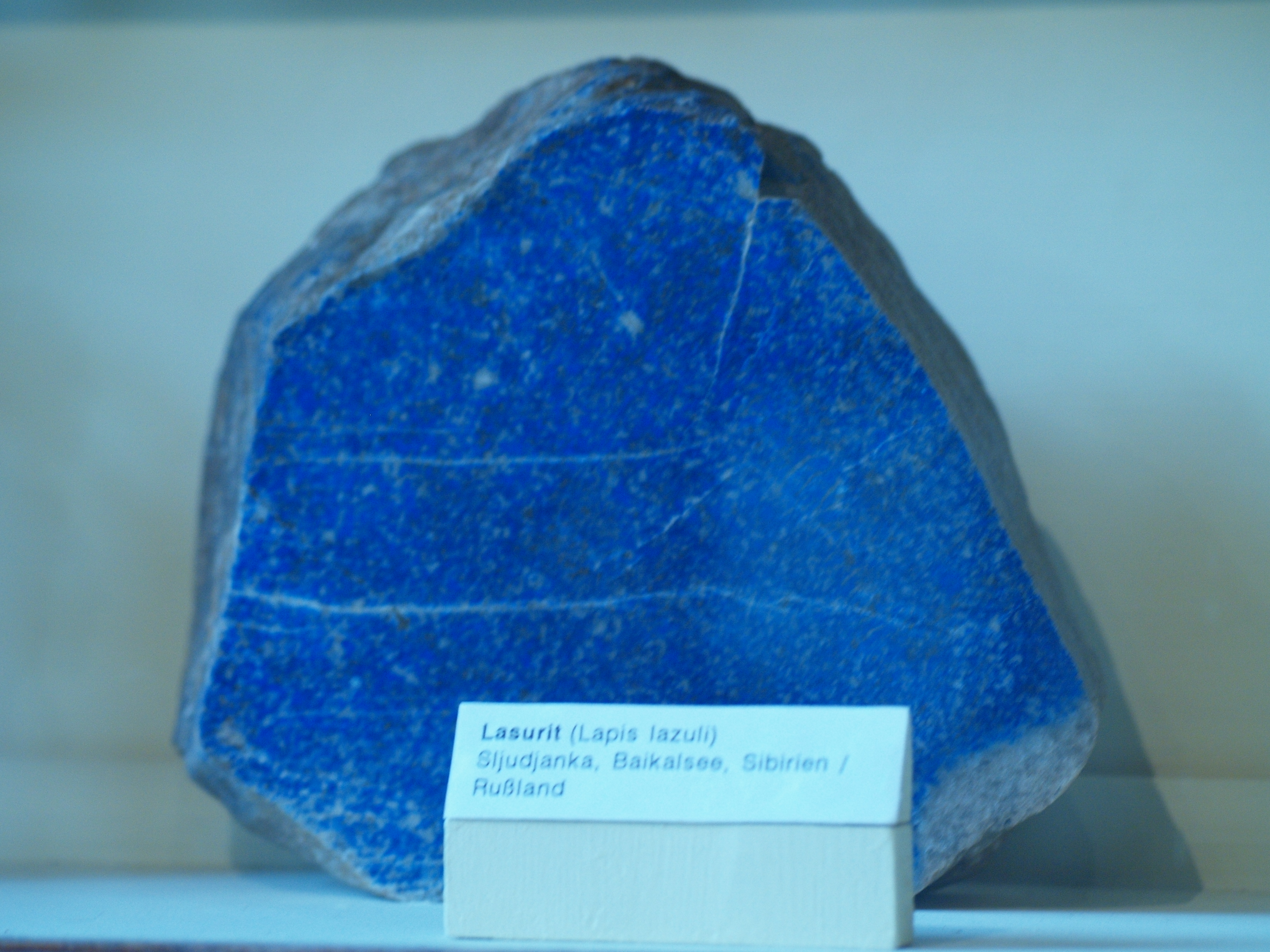
حجر لازورد طبيعي معروض في متحف برلين للتاريخ الطبيعي، ألمانيا
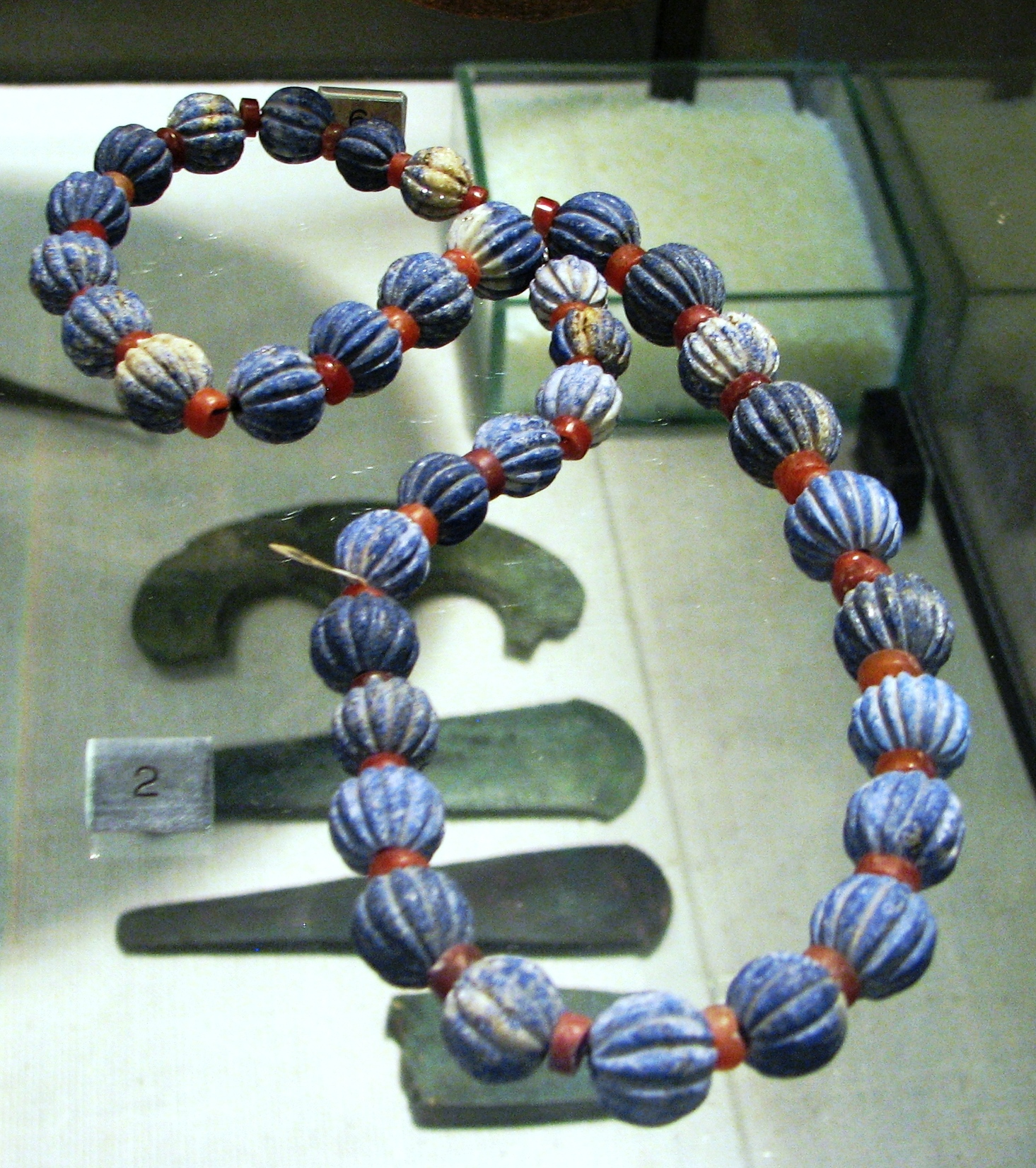
مسبحة من اللازورد تعود إلى العصر البرونزي الأوسط معروضة في متحف هخت في حيفا
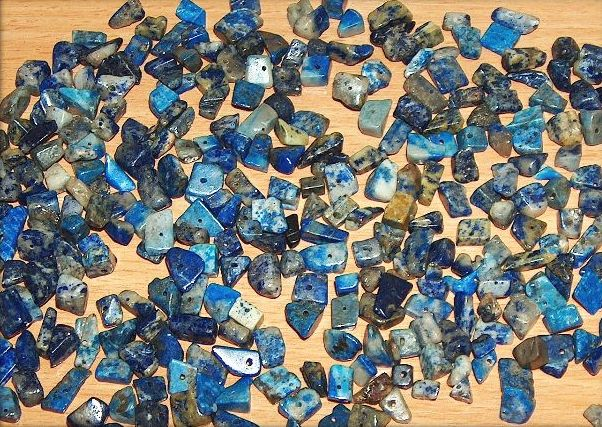
أحجار صغيرة تم ثقبها من اللازورد
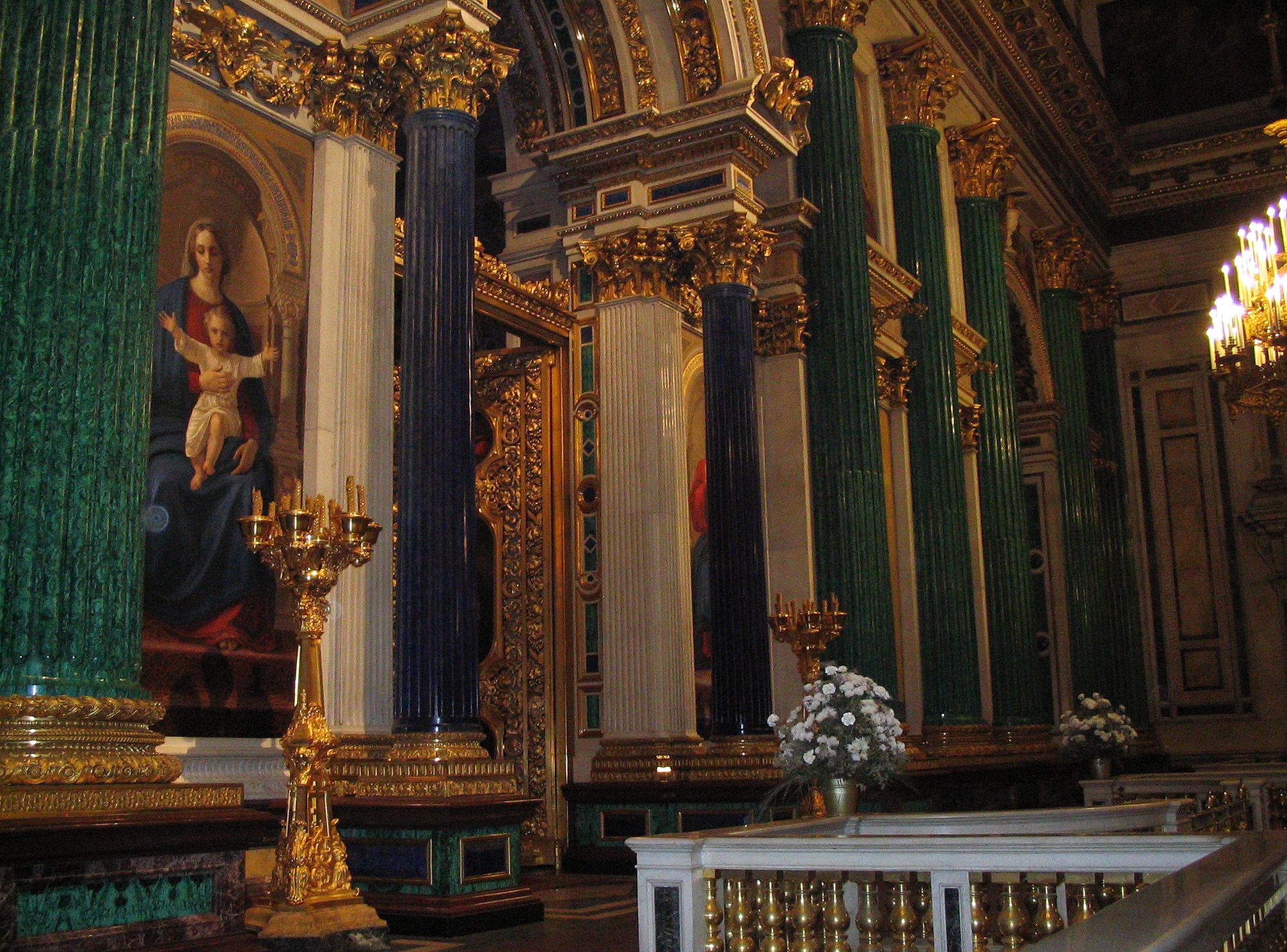
عمودان من اللازورد داخل كنيسة القديس إسحاق في روسيا
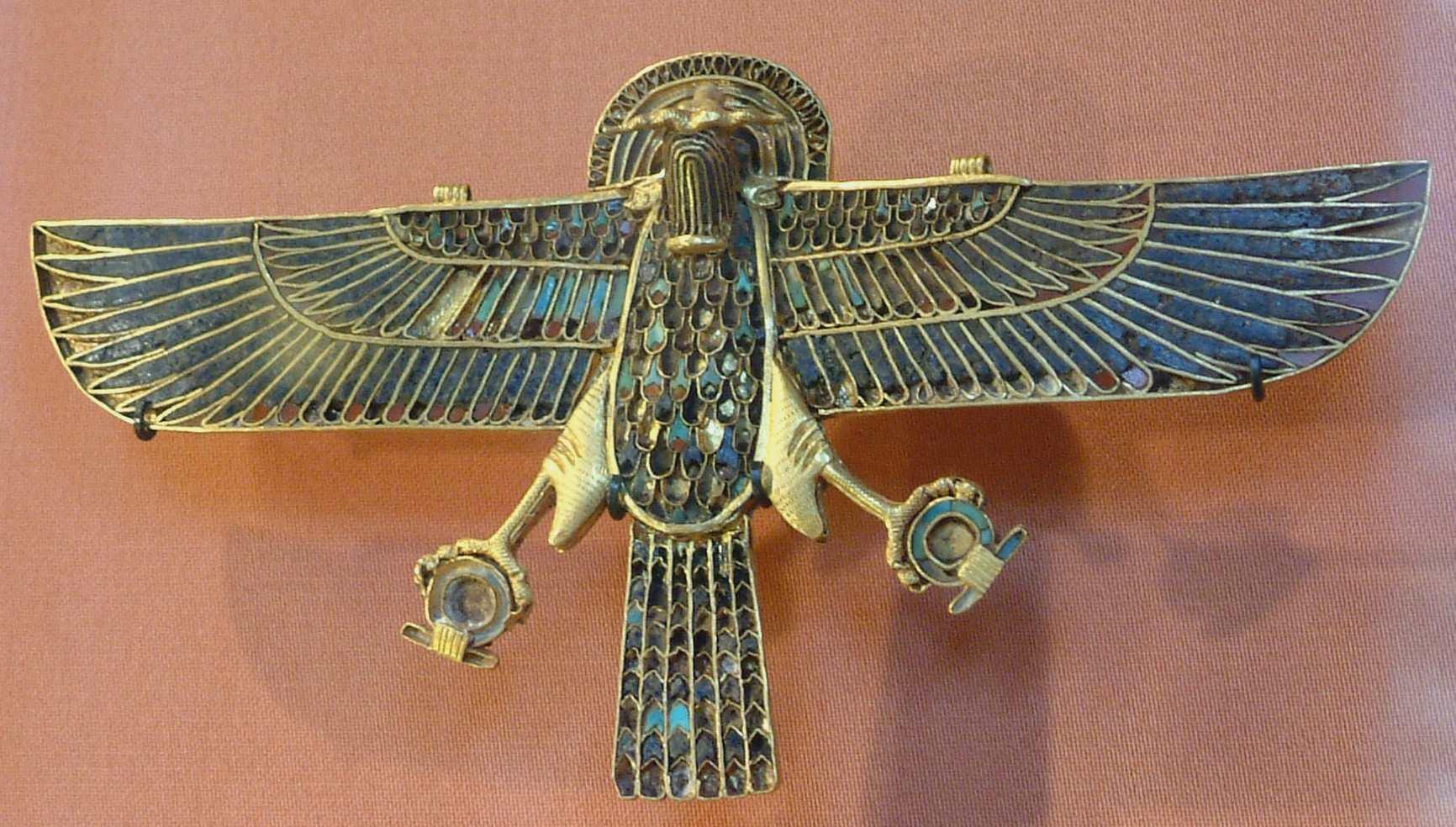
صقر مصري معروض في اللوفر الفرنسي يدخل في صناعته اللازورد

## وصلات خارجية
- اللازورد على موقع Gemstone.org
- "استخدام اللازورد في العصور الوسطى في أوروبا"
- وثائق من دورة دراسية عبر شبكة الانترنت من جامعة كاليفورنيا عن موضوع اللازورد في الأحجار الكريمة
- اللازورد في أفغانستان
- Lapislzuli - occurrence, mining and market potential of a classic blue mineral pigment pdf, باللغة الألمانية